# Zelena dolina (Karavanke)
Zelena dolina (Karavanke), (Belščica) je manjša visokogorska dolina v Karavankah nad Koroško Belo, na vzhodnem robu Belščice. To je plitva dolina med vrhovoma Vajnež (2104 m) in Potoški Stol (2014 m). Začne se s sedlom, Vajneževim sedlom  (~1972 m) v mejnem oziroma vršnem karavanškem grebenu in se spušča proti zahodu. Dolga je okoli 500 m, v najširšem delu je široka okoli 200 m. Proti dolini oziroma proti zahodu se nadaljuje kot ledeniško hudourniška grapa, ki se po okoli 300 m obrne proti jugu, proti robu Rjavih peči. V podaljšku te smeri je grapa potoka Urbas, ki pod Črno pečjo preide v dolino Bela. 
Po delu doline je markirana planinska pot Pristava - Medji dol - Prešernova koča, ki dolino v zgornjem delu prečka in se nato vzpne na Potoški Stol. V dolini je križišče poti, ena steza (lahka, slabo vidna) s tega križišča vodi proti vrhu Vajneža, od tega križišča pa se odcepi tudi lepa steza (nazaj v dolino) do Hraške planine in preko nje do Urbasa, do Potoške planine, do Olipove planine, proti Koroški Beli. 
V dolini naj bi bili najdeni znaki grobišča »Ajdov«, kar pa ni bilo nikoli dokazano. Zanesljivo pa so v njej gospodarili staroselci - karavanški gorjani . V južnih strminah predvrha Vajneža zelo pozoren opazovalec lahko opazi sledi (žlebove) drsenja ledenika (kadar pada svetloba pod zelo nizkim kotom z zahodne strani).